# Wyższa Szkoła Techniczno-Ekonomiczna w Świdnicy
Wyższa Szkoła Techniczno-Ekonomiczna w Świdnicy – była polska niepubliczna szkoła wyższa w Świdnicy. Obecnie jest to Filia Akademii Humanistyczno–Ekonomicznej w Łodzi.
Uczelnia kształciła studentów na dwóch kierunkach na poziomie studiów zawodowych (licencjackich i inżynierskich) w trybie stacjonarnym i niestacjonarnym.

## Historia
Starania o powstanie w Świdnicy niepublicznej szkoły wyższej rozpoczęły się w 1999 roku z inicjatywy wieloletnich pracowników uczelni technicznych, a także przedstawicieli biznesu z Dolnego Śląska. W tym czasie kilka miast złożyło ofertę przekazania uczelni budynku na jej przyszłą siedzibę. Spośród tych propozycji wybrano Świdnicę, której władzę przeznaczyły biurowiec po zlikwidowanej Świdnickiej Fabryki Urządzeń Przemysłowych, przy ulicy Kliczkowskiej 34. Wyższa Szkoła Technologii Teleinformatycznych w Świdnicy zajmowała się kształceniem studentów z zakresu związanego z teleinformatyką.
Po trwającym ponad rok kapitalnym remoncie zdewastowanego obiektu przy pomocy władz samorządowych oraz zaadaptowania go na potrzeby szkolne i po uzyskaniu zgody Ministerstwa Edukacji Narodowej, rozpoczęto rekrutację na pierwszy rok akademicki 2001/2002 na dwa kierunki: informatyka oraz elektronika i telekomunikacja. Pierwszy rok akademicki w październiku 2001 roku zaczęło ponad 100 studentów.
9 września 2016 roku w Świdnicy został utworzony Wydział Zamiejscowy Akademii Humanistyczno–Ekonomicznej w Łodzi. 1 października tego samego roku Wyższa Szkoła Techniczno–Ekonomiczna została z nim połączona, stając się częścią AHE w Łodzi. Personel i majątek Szkoły zostały włączone w struktury Akademii. 

## Podstawowe statystyki
W szkole zatrudnionych było 29 pracowników naukowo-dydaktycznych (z czego 2 na stanowisku profesora zwyczajnego, 3 na stanowisku profesora nadzwyczajnego ze stopniem doktora habilitowanego, 17 na stanowisku adiunkta ze stopniem doktora i 7 magistrów na stanowisku asystenta).
Według stanu na rok akademicki 2011/2012 na uczelni studiowało około 500 studentów.

## Program dydaktyczny
Wyższa Szkoła Techniczno-Ekonomiczna w Świdnicy prowadziła następujące kierunki studiów pierwszego stopnia:
- ekonomia
- informatyka.

Ponadto szkoła oferowała następujące studia podyplomowe:
- menadżer samorządu terytorialnego
- gospodarka sektora publicznego.

Uczelnia oferowała także kursy dokształcające dla pracujących takie jak:
- szkolenie z zakresu podstaw obsługi komputerów i praktycznego wykorzystania pakietów biurowych
- szkolenie z zakresu planowania własnego biznesu (przygotowanie biznesplanu)
- szkolenie z zakresu planowania i realizacji e-Biznesu.

## Wydziały
W ramach uczelni działały dwa wydziały:
- Wydział Ekonomii i Zarządzania Marketingowego
- Wydział Informatyki.

## Jednostki ogólnouczelniane
- Biblioteka
- Biuro Karier

## Władze
- Rektor: dr inż. Tadeusz Jeleniewski
- Prorektor ds. Jakości Kształcenia: prof. dr hab. inż. Adam Janiak
- Prorektor ds. Nauczania: dr hab. Andrzej Kudłaszyk, prof. WSTT
- Dziekan Wydziału Informatyki: dr inż. Maria Chałon
- Dziekan Wydziału Ekonomii i Zarządzania Marketingowego: dr Robert Krzemień

## Poczet rektorów
- 2001–2011: prof. dr hab. inż. Jan Kazimierczak – informatyk, systemy informatyczne
- 2011–2016: dr inż. Tadeusz Jeleniewski – informatyk, bazy danych